# Trepassia
Trepassia ist eine ausgestorbene Gattung aus dem erdgeschichtlichen Zeitalter des Ediacariums. Das Fossil wird zum Unterstamm der Rangeomorpha gerechnet. Es stellt den bisher ältesten bekannten Fund der Ediacara-Fauna dar.

## Etymologie und Erstbeschreibung
Trepassia wurde nach der Trepassey Formation, in der das Fossil auftritt, benannt. Die Bezeichnung der Formation leitet sich ihrerseits ab vom Ort Trepassey, gelegen an der Südostküste der Halbinsel Avalon in Neufundland. Das Wort Trepassey stammt seinerseits vom Französischen Trépassé mit der Bedeutung Verstorbener, Verblichener, Dahingegangener, Seele und bezieht sich insbesondere auf die Baie des Trépassés in der Bretagne.
Trepassia wurde im Jahr 2007 von Guy M. Narbonne und Kollegen erstmals wissenschaftlich beschrieben. Eine weitere Bearbeitung stammt von Martin Brasier aus dem Jahr 2012.

## Vorkommen und Alter

Vorkommen der Trepassey Formation auf der Avalon-Halbinsel im Südosten Neufundlands

Trepassia ist bisher nur von seiner Typlokalität in Neufundland bekannt geworden. Erstmals tritt das Fossil in der Drook Formation aus der Conception Group auf, vorhanden ist es auch in den darüber folgenden Formationen Frecal Formation und Mistaken Point Formation sowie in der namensgebenden Trepassey Formation, die aber bereits der St. John’s Group angehört.
Das Erstauftreten von Trepassia im oberen Abschnitt der Drook Formation konnte auf 578,8 ± 0,3 Millionen Jahre BP bestimmt werden. Das letzte Erscheinen im unteren Drittel der Trepassey Formation wurde zwar nicht direkt datiert, muss aber etwas jünger als 565 ± 3 Millionen Jahre BP sein.

## Taxonomie
Trepassia wurde von Douglas Erwin und Kollegen (2011) zum Unterstamm der Rangeomorpha gestellt. Dem zur Avalon-Faunengemeinschaft zählenden Taxon sehr nahe stehen die Gattungen Charnia und Vinlandia (Charnidae) sowie Beothukis. Etwas entferntere Schwestertaxa sind Avalofractus, Fractofusus, Frondophyllas, Hapsidophyllas, Khatyspytia, Protocharnia, Rangea und Vauzutsinia. Einziges bisher bekanntes Subtaxon ist Trepassia wardae.

## Merkmale
Laut dem Klassifikationsschema für Rangeomorpha von Brasier, Antcliffe und Liu (2012) kann Trepassia wie folgt beschrieben werden:
Trepassia konnte die stolze Höhe von immerhin 2 Meter über dem Meeresboden erreichen, es sind aber durchaus auch kleinere embryonale Formen im Millimeterbereich bekannt.
Über einer Haftscheibe oder einer knollenförmigen Verankerung ging aus einem unipolaren Wachstumszentrum ein Stiel hervor (im Unterschied beispielsweise zur bipolaren Gattung Fractofusus mit zwei Wachstumszentren). An ihm setzte ein sehr schlanker, farnblattähnlicher Wedel (Englisch frond) an. Der Stiel endete in einer einzigen Spitze. Der schmale Wedel selbst war zweireihig, wobei die beiden Reihen so gut wie parallel zueinander verliefen und in der Sprossachse geradlinig aufeinander trafen. Insgesamt ähnelte der Organismus in etwa einer Zypresse.
Die primären Seitenzweige gingen unter einem Winkel von etwa 45° beidseitig einmal rechts und dann wieder links vom zentralen Stiel ab (Gleitspiegelsymmetrie), welcher aber durch Einrollen der beiden Wedelreihen meistens verdeckt wurde. Trepassia war fraktal organisiert und bis in die dritte Dimension selbstähnlich, d. h. von den primären Seitenzweigen spalteten sich Sekundärzweige mit Sekundärwedeln (Englisch frondlets) ab, welche sich ihrerseits erneut verzweigten und überdies an den Rändern eingerollt waren. Die primären Seitenzweige verliefen parallel und hatten ungefähr die gleiche Länge. Die sekundären und tertiären Seitenzweige waren ebenfalls überwiegend parallel orientiert, konnten sich aber auch leicht auffächern. Ihre Länge war im Mittelbereich etwas erhöht.
Die wie eine gesteppte Luftmatratze gebauten Sekundärwedel („rangeomorphe Elemente“) waren im Gegensatz zu anderen Rangeomorpha  wie beispielsweise Bradgatia gegenüber der Sprossachse um 90° verdreht. Das Verzweigungsmuster der dritten Ordnung blieb jedoch meist verborgen und kann nur in ungewöhnlich orientierten Funden eingesehen werden.